# Hong Kong Violence
Al doet de naam verwachten dat Hong Kong Violence een Chinees label is, Hong Kong Violence is een Nederlandse platenmaatschappij opgericht en beheerd door DJ Akira. De stijlen die uitkomen op dit label zijn: terror, speedcore en industrial hardcore. 

## Artiesten
- DJ Akira
- Bonehead
- Bryan Fury
- Deathmachine
- The DJ Producer
- Drokz
- FFF
- Live: Matt Green
- Metal D
- Noizefucker
- The Outside Agency
- Stinger